# Pardosa anomala
Pardosa anomala là một loài nhện trong họ Lycosidae.
Loài này thuộc chi Pardosa. Pardosa anomala được Willis J. Gertsch miêu tả năm 1933.